# Alberdi (Rosario)
Alberdi es un barrio tradicional de tipo residencial de Rosario (Argentina). Está ubicado en el distrito norte de la ciudad. Tiene aproximadamente 52 km²

## Fundación de Pueblo Alberdi

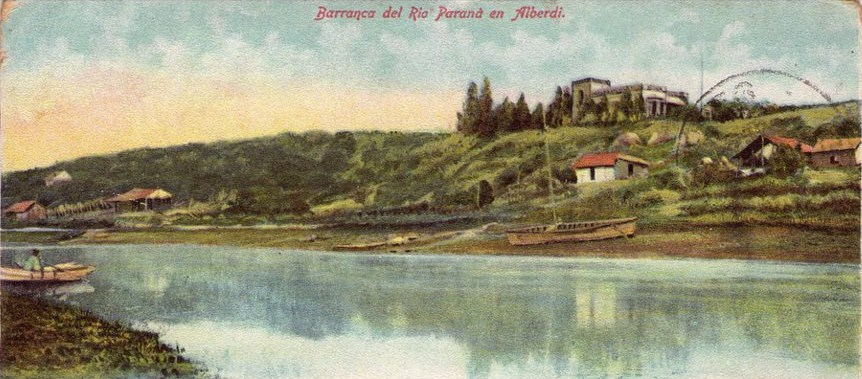
La barranca de Alberdi hacia 1910.

Este barrio era un pueblo autónomo, separado de Rosario. Fue anexado posteriormente a la ciudad de Rosario, en 1918.
Fue fundado el 6 de julio de 1876 (148 años) por José Nicolás Puccio, casado con Tomasa Alvarado; en el borde de la lonja que los Alvarado recibieron de la Corona española. Alberdi, númen de la institucionalización de la Argentina fue homenajeado con algunos lotes que Puccio supo regalarle y que Alberdi destinó a sus sobrinas. También Puccio le donó una manzana al Gral. Julio A. Roca (habían sido condiscípulos en el Colegio del Uruguay).
Para 1887, se crea el distrito Alberdi con un censo de 1714 habitantes. El 31 de diciembre de 1890, se anexa al departamento Rosario.
En 1916, las autoridades del pueblo deciden homenajear a Alberdi con un monumento, proyecto que realiza el escultor rosarino Erminio Blotta (1892-1976). El monumento es inaugurado en 1917.
Y en 1919, Alberdi es incorporado al municipio de Rosario.
Tal vez la idea de Puccio haya sido originalmente establecer un puerto para la salida de la producción de sus tierras que continuaban la lonja urbanizada frente al río. El límite Sur era el Arroyo Ludueña sobre el que se desarrollaba un puente ferroviario del Ferrocarril Central Argentino hasta donde llegaban los tranvías originales.
El trazado moderno es en damero, con lotes espaciosos y jardines que le dan a Alberdi una atmósfera singular. Muchos clubes en la costa del Río Paraná son frecuentados por yachtmen y otros deportistas.
Cuenta con bellísimos palacios construidos a principios del siglo XX. Uno de sus emblemas es la denominada Villa Hortensia, originalmente residencia de la familia Puccio Alvarado, luego de los Echesortu y finalmente de los Rouillón. En 1989, se la declara Monumento Histórico Nacional (Decreto N.º 325/1989), desapareciendo así la posibilidad cierta de su demolición-derrumbe, y desde 1996, sede del Distrito Norte de la Municipalidad de Rosario.
Fue también asiento de las primeras grandes residencias como las de Pedro Goyenechea en Rondeau al 1200 (desaparecida), la de Escauriza en Rondeau al 1300 (Sanatorio Norte) ambas en la margen oeste, y en el este la de los Monserrat en Rondeau 1400 (colegio privado) que fuera conocida como "casa de las cadenas".
La bajada Puccio fue construida por Carlos Tironi, quien asimismo dona gran parte de los materiales para la construcción de la parroquia Sagrado Corazón de Jesús.

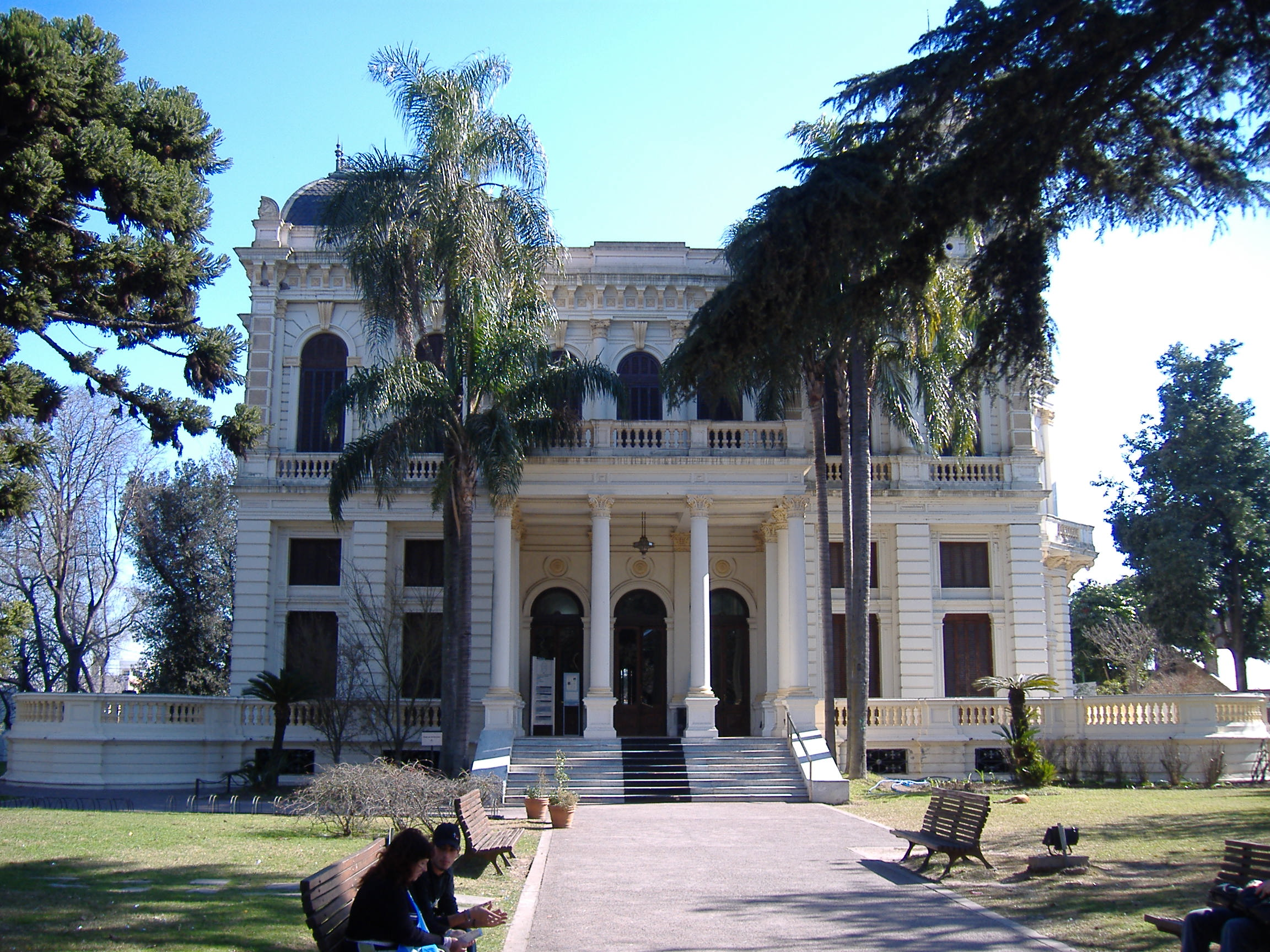
Fachada de la icónica mansión Villa Hortensia

## Recuerdos del Barrio
Una aventura consistía en visitar la “casa misteriosa”, una vieja construcción circular de ladrillos con techo en forma de cúpula y cuyas ruinas en 2006 se encuentran en Punta Barranca. Tenía túneles donde anidaban los murciélagos. El edificio fue una fábrica de “tierra romana” de Tomás N. Fuhr, desde 1872. Fue la primera experiencia de fabricar cemento en Argentina. Se instala la fábrica de lo que llamaban "Tierra Romana", en las barrancas del Paraná, en Pueblo Alberdi, empleando tosca y tosquilla, de las barrancas del río. Este primer intento fue abandonado sin trascendencia, no se sabe si por falta de calidad o por dificultades de comercialización.

## Iglesia Anglicana
En julio de 1896 llegan a Rosario el misionario Rvdo. Hugh Blair y su hermana Katherine Blair. Fue un adelanto para las tareas de la Iglesia Anglicana. Rosario crecía rápidamente como centro de FF.CC. y puerto fluvial. Entre 1886 y 1890 el Ferrocarril Central Argentino había construido sus talleres al noroeste del centro de la ciudad. Pasando los talleres ferroviarios estaba la localidad de Alberdi (anexada a Rosario en 1918; y conurbada hacia la década de 1930).
Blair contaba con un ayudante, el Revdo. Jasper B. Hunt. Esto le permitió ampliar su radio de evangelización en los alrededores de Rosario. Como resultado de estas visitas Blair decidió ampliar el ministerio de San Bartolomé, localizado en el centro de la ciudad de Rosario. En 1897 abre otro centro en el barrio de Alberdi dejándolo a Hunt a cargo de la iglesia principal.
Era muy preocupante para Blair, el futuro de los niños huérfanos de padres británicos, en forma paralela a la preocupación del Revdo. William C. Morris que trabajaba en el barrio de Palermo de la ciudad de Buenos Aires. Blair y su hermana Katherine ya habían alojado en su casa un número creciente de niños, dándoles un hogar seguro y feliz.
Así funda en 1897 el Allen Gardiner Memorial Institution en Alberdi con el apoyo de la Sociedad Misionera Sundamericana. Con el tiempo, tuvieron dos escuelas y hogares para niños y niñas.
En 1898, Blair fundó la Junín English School en Junín, provincia de Buenos Aires.
Los registros de bautismo muestran que Blair continuó viajando por los alrededores de Rosario sirviendo las necesidades espirituales de las familias de inmigrantes británicos.
En 1906 la "Institución Allen Gardiner Memorial Homes", se muda a la localidad cordobesa de Los Cocos, Sierras Chicas de Córdoba. Hugh Blair continuó como director hasta 1923.
En Alberdi, las escuelas Spanish Free School y la English School continuaron hasta mediados de la década de 1920. Una iglesia que se construyó en Alberdi en 1907-08 fue usada por la congregación Anglicana hasta 1937. Posteriormente se vendió a la Iglesia Metodista y está todavía en uso.